# Dallas Long
Dallas Crutcher Long III. (Pine Bluff (Arkansas), 13 juni 1940 – Whitefish (Montana), 10 november 2024) was een Amerikaanse kogelstoter. In deze discipline werd hij olympisch kampioen, Amerikaans kampioen en verbeterde hij achtmaal het wereldrecord. Ook nam hij tweemaal deel aan de Olympische Spelen, waarbij hij twee medailles won (goud en brons).

## Loopbaan
Long studeerde aan de North Phoenix Highschool en hierna aan de University of Southern California. Tijdens zijn studie won hij driemaal op rij het kogelstoten bij de NCAA-kampioenschappen.
In 1960 maakte Dallas Long zijn olympisch debuut op de Spelen van Rome. Hij kwalificeerde zich gelijk voor de finale, waarin hij een bronzen medaille won. Met een beste poging van 19,01 m eindigde hij achter zijn landgenoten Bill Nieder (goud; 19,68) en Parry O'Brien (zilver; 19,11). Vier jaar later verbeterde hij zijn prestatie naar olympisch goud door met een olympisch record van 20,33 zijn landgenoot Randy Matson (zilver; 20,20) en de Hongaar Vilmos Varjú (brons; 19,39) te verslaan.
Long studeerde voor tandarts en geneeskunde.
Long overleed op 10 november 2024 op 84-jarige leeftijd.

## Titels
- Olympisch kampioen kogelstoten - 1964
- Amerikaans kampioen kogelstoten - 1961
- NCAA-kampioen kogelstoten - 1960, 1961, 1962

## Persoonlijk record
| Onderdeel   | Prestatie     | Datum        | Plaats      |
| ----------- | ------------- | ------------ | ----------- |
| kogelstoten | 20,68 (ex-WR) | 25 juli 1964 | Los Angeles |

## Wereldrecords
| Afstand | Datum         | Plaats        |
| ------- | ------------- | ------------- |
| 20,68 m | 25 juli 1964  | Los Angeles   |
| 20,35 m | 25 juli 1964  | Los Angeles   |
| 20,20 m | 29 mei 1964   | Los Angeles   |
| 20,10 m | 4 april 1964  | Los Angeles   |
| 20,08 m | 18 mei 1962   | Los Angeles   |
| 19,67 m | 26 maart 1960 | Los Angeles   |
| 19,38 m | 5 maart 1960  | Los Angeles   |
| 19,26 m | 2 mei 1959    | Los Angeles   |
| 19,25 m | 28 maart 1959 | Santa Barbara |

## Palmares

### kogelstoten
- 1959:  Pan-Amerikaanse Spelen - 18,51 m
- 1960:  OS - 19,01 m
- 1964:  OS - 20,33 m (OR)